# Tasmacetus shepherdi
El zifio de Shepherd (Tasmacetus shepherdi) es una especie de cetáceo odontoceto de la familia Ziphidae sobre la que se han hecho muy pocos estudios.

## Descripción
De color gris oscuro a negro parduzco en la región dorsal, vientre blanco. Posee dos bandas claras irregulares de disposición diagonal en los flancos. Aletas pectorales, dorsal y caudal, de coloración oscura.
Posee un cuerpo robusto. Cabeza con melón poco desarrollado; hocicolargo y prominente con su extremo estrecho. Las aletas pectorales pequeñas y delgadas, la aleta dorsal es pequeña y falcada.
17 a 21 dientes en el Maxilar superior y 17 a 29 en el Maxilar inferior. Alcanza 7m de longitud y un peso de 2 a 3 Ton.

## Población y distribución
No existen estimaciones de población sobre el Zifio de Shepherd . A partir del 2003, 20 ejemplares varados se habían encontrado en Nueva Zelanda, 3 en Argentina, 2 en la isla de Juan Fernández, 1 en Australia y 1 en la Islas Sandwich del sur.